# Mercer (Maine)
Mercer è un comune degli Stati Uniti d'America, situato nello Stato del Maine, nella contea di Somerset.